# Gladiator (novela)
Gladiador (en inglés: Gladiator; (pronunciado /ˈɡlædiˌeɪtə˞/) es una novela de ciencia ficción escrita por Philip Wylie y publicada por Alfred A. Knopf en 1930. Publicada en castellano con el título Gladiator, el superhombre por la editorial Jaguar Ediciones en el 2008. La historia gira alrededor de un científico que inventa un ‘suero alcalino libre de radicales’ para mejorar la humanidad dándole la fuerza proporcional de las hormigas y la capacidad de salto de los saltamontes. El científico inyecta el suero a su mujer embarazada y su hijo Hugo Danner nace con fuerza y velocidad sobrehumanas y una piel a prueba de balas. Hugo pasa gran parte de la novela ocultando sus poderes, con pocas oportunidades de usarlos abiertamente. 
Ocho años después ambas metáforas fueron usadas en el primer cómic de Superman para explicar sus poderes. Se considera que esta novela fue fuente de inspiración para Superman aunque no existe confirmación por parte de los creadores de Superman Jerry Siegel y Joe Shuster de que se basaran en ella. El concepto de humanos teniendo la fuerza proporcional de un insecto también es la base de la serie Spider-Man. Se puede ver una copia del libro en una estantería de Hollis Mason en Watchmen de Alan Moore y Dave Gibbons.

## Argumento
La historia comienza en el cambio del siglo XX. El profesor Abednego Danner vive en un pequeño pueblo rural de Colorado y sufre un desgraciado matrimonio con una mujer conservadora y religiosa. Obsesionado con desbloquear el potencial genético Danner experimenta con un renacuajo, que termina rompiendo el recipiente en el que estaba confinado, y con una gata preñada cuyos cachorros demuestran una fuerza y velocidad increíbles con las que mutilan a animales más grandes. Temiendo que los gatos se vuelvan incontrolables Danner les envenena. Cuando su mujer se queda embarazada de su primer hijo Danner repite su experimento en su mujer sin su conocimiento.